# سیاه‌شور مصری
سیاه‌شور مصری، کاکُل یا هِدره یا گوگله (نام علمی: Suaeda aegyptiaca) گونه‌ای از گیاهان گلدار از راسته میخک‌سانان Caryophyllales خانواده تاج‌خروسیان Amaranthaceae (هم‌خانواده اسفناجیان Chenopodiaceae) است.کاندول
این گیاه پایا، ایستاده با بوته‌های انبوه درهم، با شاخه‌های بسیار منشعب بلند، سبز مایل به آبی یا کم و بیش متمایل به خاکستری است. این گیاه بوته‌ای یکساله است که به‌طور معمول تا ۳۰ سانتیمتر رشد می‌کند اما در بعضی شرایط محیطی گاه تا یکی دو متر هم قد می‌کشد. هنگام خشک شدن ساقه-چوب سبک، باریک و سستی دارد و پس از یک یا چند سال پوسیده و خاک می‌شود.
برگ یا ساقه (تازه یا جوشیده) آن برای ضدخارش بدن و رفع درد کلیه کاربرد دارد. نام محلی این گیاه در میان اهالی جنوب ایران کاکُل می‌باشد و و گیاهی نسبتاً شورمزه است. در گویش لارستان (فارس) و رودبار جنوب (کرمان) به آن سمسیل می‌گوید و در شرق هرمزگان به آن سمسول یا سمسیلو می‌گویند.

## پراکندگی
رویشگاه اصلی آن کشورهای شرق دریای مدیترانه و از لیبی تا شبه جزیره عربستان و نیمه جنوبی ایران و شاخ آفریقاست.

### در ایران
سیاه‌شور مصری به‌طور پراکنده در بعضی نواحی قلیایی و باتلاقی ایران از جمله به‌طور فراوان در جنوب ایران بخصوص منطقه حفاظت‌شده مند و همچنین حوض سلطان استان قم و … می‌روید.

## نگارخانه

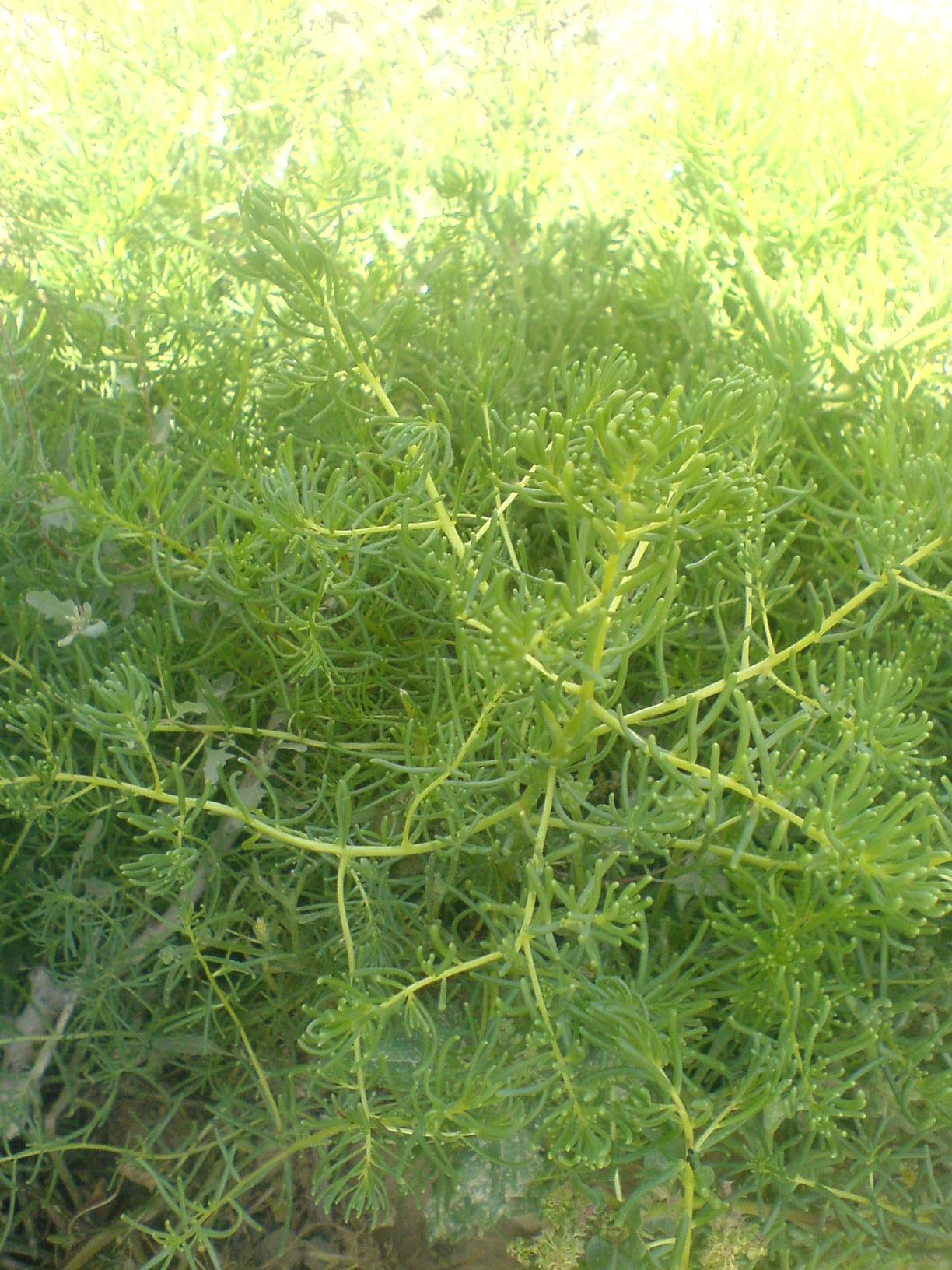
بوته بلند سیاه‌شور مصری (کاکل)- جنوب ایران

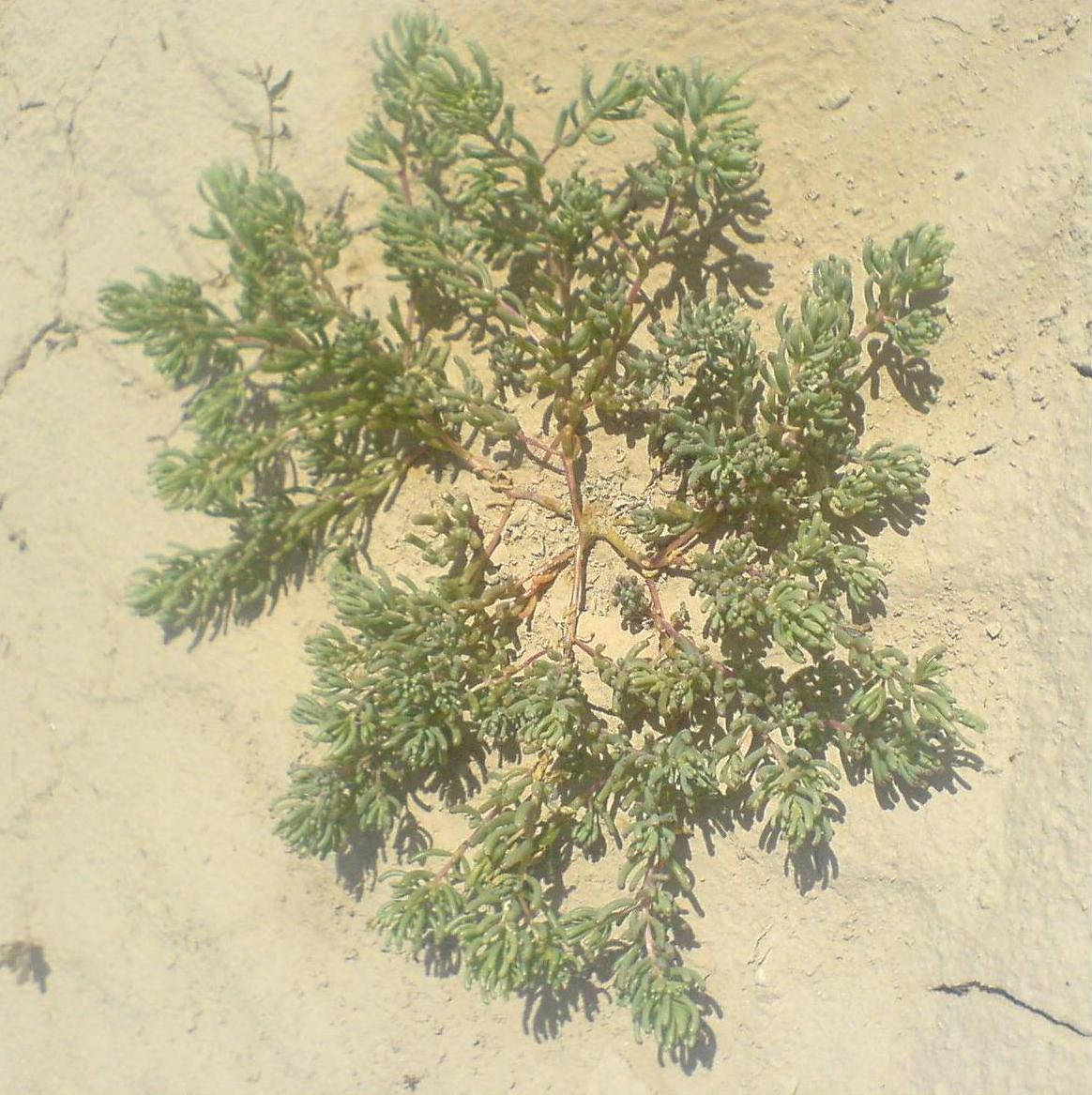
بوته خوابیده سیاه‌شور مصری (کاکل)- جنوب ایران

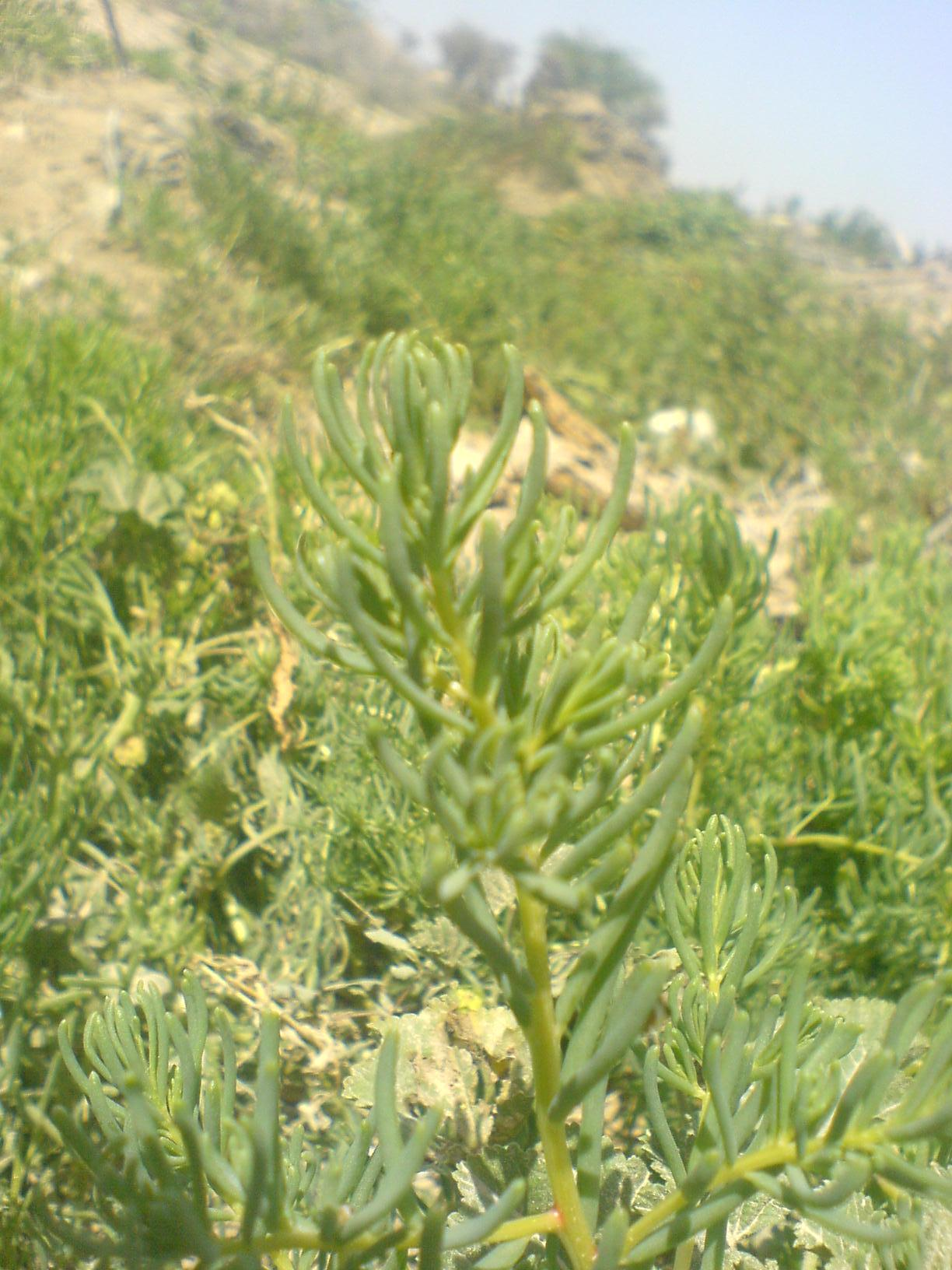
شاخه سیاه‌شور مصری (کاکل)- جنوب ایران